# Zeta Aquilae
Zeta Aquilae (ζ Aql / 17 Aquilae) es la tercera estrella más brillante de la constelación del Águila, después de Altair (α Aquilae) y Tarazed (γ Aquilae), con magnitud aparente +2,99. Recibe el nombre tradicional de Deneb el Okab, compartido con ε Aquilae, proveniente del árabe ذنب العقاب (ðanab al-cuqāb) y cuyo significado es «la cola del halcón». 
Situada a 83 años luz del sistema solar, Zeta Aquilae es una estrella blanca de la secuencia principal de tipo espectral A0Vn. Su luminosidad es 39 veces mayor que la del Sol y su temperatura superficial es de 9680 K. Su diámetro y su masa son, respectivamente, 2,2 y 2,4 veces mayores que los del Sol. La característica más notable de Zeta Aquilae es su elevadísima velocidad de rotación, una de las mayores que se conocen. Su velocidad ecuatorial es de 330 km/s —165 veces mayor que la del Sol—, completando un giro cada 16 horas. Dado que las estrellas van girando más despacio conforme pasa el tiempo, se deduce que Zeta Aquilae es una estrella joven cuyas características físicas no han cambiado mucho desde su formación.
A 6 segundos de arco existe una compañera tenue, una enana roja separada al menos 125 UA con un período orbital de 800 años como mínimo. Una segunda estrella más distante, también enana roja, no es seguro si es una compañera real o si simplemente se encuentra en la misma línea de visión.